# NGC 201
NGC 201 é uma galáxia espiral barrada (SBc) localizada na direcção da constelação de Cetus. Possui uma declinação de +00° 51' 37" e uma ascensão recta de 0 horas, 39 minutos e 34,9 segundos.
A galáxia NGC 201 foi descoberta em 28 de Dezembro de 1790 por William Herschel.